# Stefan Burchardt
Stefan Burchardt (* 21. April 2003) ist ein dänischer Geiger und Gewinner der Fernsehsendung “Vidunderbørn” (Wunderkinder) von Dänische Radio.

## Werdegang
Burchardt begann im Alter von 4 Jahren, Geige zu spielen und gewann schon vor seinem 15. Lebensjahr nationale und internationale Wettbewerbe und Preise. Er gab sein Solodebüt mit dem Odense Symphonieorchester, bei dem er mit 7 Jahren Max Bruchs Violinkonzert Nr. 1 spielte. Seitdem hat er mehrere Violinkonzerte aufgeführt, darunter die Violinkonzerte von Ludwig van Beethoven, Jean Sibelius und Max Bruch. Er trat mit Orchestern wie dem dänischen Radio-Sinfonieorchester, dem Odense Symphonieorchester und dem Sønderjyllands Symphonieorchester auf. Burchardt gewann 2019 in seiner Altersgruppe den 1. Platz im Bundeswettbewerb Jugend musiziert.
Seit 2022 ist er Mitglied der Jury beim Wettbewerb Jugend musiziert in Berlin.
Burchardt spielt derzeit auf einer Violine des deutschen Geigenbauers Stefan-Peter Greiner, die ihm von der Augustinus Stiftung zur Verfügung gestellt wurde.

### Ausbildung
Mit 5 Jahren begann Burchardt, Unterricht bei dem ukrainischen Violinlehrer und Professor Alexandre Zapolski in Kopenhagen zu nehmen. Er erhielt fast 10 Jahre lang Unterricht bei Zapolski. Mit 13 Jahren begann er am MGK an der Musikschule Kopenhagen zu studieren, ebenfalls bei Zapolski.
2019 zog Burchardt mit 15 Jahren nach Berlin, wo er an der Universität der Künste Berlin angenommen wurde und seine Bachelorstudien bei Professorin Latica Honda-Rosenberg begann.
Er hat an Meisterkursen wie bei der Kronberg Academy teilgenommen und bei Professoren wie Dora Schwarzberg, Pavel Vernikov (Wien), Zhakar Bron, Olivier Charlier (Conservatoire de Paris), Maciej Rakowski (Royal College of Art, London), Alf Richard Kraggerud (Barratt Due Musikkinstitutt, Oslo) und Malin Broman (Stockholm, Schweden) unter anderem Unterricht gehabt.

### Kammermusik
Als Kammermusiker hat Burchardt an Festivals wie der Kronberg Academy, dem Aurora Festival und dem Encuentro de Santander teilgenommen. Er hat auch mit Musikern wie Hartmut Rohde, Bruno Philippe, Ensemble MidtVest, Jonian Ilias Kadesha und Alissa Margulis zusammengearbeitet.

## Preise und Auszeichnungen
In seiner Jugend gewann Burchardt erste Preise bei internationalen Wettbewerben wie dem „Bravo!“ in Belgien und dem Flame Concours in Paris sowie bei nationalen Wettbewerben wie dem Jacob Gade und den Berlingske Violinwettbewerben. Er ist bisher der jüngste Gewinner des Berlingske Musikwettbewerbs, der sowohl den ersten Preis, den ‚Talentpreis des Jahres‘ als auch die Goldmedaille gewonnen hat, die an einen der vier Erstplatzierten in allen Wettbewerbskategorien vergeben wird.
2017 nahm er am TV-Programm „Vidunderbørn“ (Wunderkinder) des DR teil, das über zwei Monate fünf verschiedene junge Musiker begleitete. Am Ende der Sendung, die von Søren Rasted moderiert wurde, konnten die Zuschauer darüber abstimmen, wer zum „Vidunderbarn“ (Wunderkind) Dänemarks ernannt werden sollte. Stefan Burchardt gewann diese Abstimmung und wurde als 14-Jähriger zum „Vidunderbarn“ (Wunderkind) Dänemarks 2017 gewählt.
Er wurde auch mit dem Hermann-Abs-Preis für die beste Interpretation eines Werks von L. V. Beethoven im Jahr 2019 ausgezeichnet. In diesem Zusammenhang wurde er eingeladen, im „Beethoven-Haus“ in Bonn, Deutschland, zu spielen, wo das Konzert aufgenommen und von WDR im Rahmen des „Beethoven-Jahres 2019“ im deutschen Radio übertragen wurde. Weitere Auszeichnungen und Wettbewerbe umfassen den Øresund Solist Wettbewerb und den „Hans-Schauble“ Preis im Jahr 2020. Zudem war er Finalist beim internationalen E. Ysaÿe Violinwettbewerb in Lüttich, Belgien.